# علی زنجانی حسنلوئی
علی زنجانی حسنلوئی (زاده ۴ تیر ۱۳۴۴ نقده) سیاستمدار اصول‌گرای ایرانی و نماینده حوزه انتخابیه نقده و اشنویه در دوره‌های هشتم و یازدهم مجلس شورای اسلامی بوده‌است.
وی همچنین داوطلب انتخابات هیئت رئیسه در سمت نواب رئیس دوره هشتم مجلس شورای اسلامی و رئیس مجمع نمایندگان استان آذربایجان غربی بوده‌است. زنجانی حسنلوئی بعد از نمایندگی دوره هشتم مجلس شورای اسلامی، به‌عنوان مشاور استانداری آذربایجان غربی و مديرکل سازمان اتباع و مهاجرین خارجی این استانداری در زمان استانداری وحید جلال‌زاده مشغول فعالیت بود. وی در ۳ اسفند ۱۳۹۸ در انتخابات دوره یازدهم مجلس شورای اسلامی با ۷۸ هزار ۶۷۳ رأی و برای بار دوم به‌عنوان نماینده حوزه انتخابیه نقده و اشنویه انتخاب شد. وی دارای ۲۴ سال سابقه اجرایی در مجموعه‌های نظارتی و بازرسی در استان‌های تهران و آذربایجان غربی است.
حسنلوئی سال ۱۳۴۴ در روستای حسنلو متولد و پس از تحصیل در ابتدایی و راهنمایی در همان روستا، دبیرستان را در شهرستان نقده ادامه و سپس در سال ۱۳۶۲ استخدام و در تهران و شهرهای استان تهران مشغول فعالیت شد و در سال ۱۳۷۷ نیز به استان آذربایجان غربی منتقل و در مرکز استان به فعالیت خود ادامه داد.